# СВАРЗ-6234
СВАРЗ-6234 — российский сочлененный низкопольный троллейбус особо большого класса, построенный на базе кузова автобуса ЛиАЗ-6213.00. Выпущен в единственном экземпляре в 2008 году на Сокольническом вагоноремонтном заводе (СВАРЗ) в городе Москве.

## Отличия от троллейбуса модели МТРЗ-6232[1]
|                      | МТРЗ-6232                         | СВАРЗ-6234                      |
| -------------------- | --------------------------------- | ------------------------------- |
| Заднее стекло        | нет                               | есть                            |
| Тяговое оборудование | ООО ЧЕРГОС (Санкт-Петербург)      | Škoda Electric (Чехия)          |
| Салон                | дособран предприятием Тушино-Авто | полностью собран на заводе ЛиАЗ |

## Прочие особенности
Данный троллейбус поступил в Филёвский автобусно-троллейбусный парк в конце ноября 2010 года, получил бортовой номер 3699 и был закреплён за мосфильмовским узлом (маршруты № 17 (Киевский вокзал — Озёрная улица) и № 34 (Киевский вокзал — метро «Юго-Западная»)), затем, после перехода указанных маршрутов на автобусы 18 мая 2019 года, обслуживал троллейбусный маршрут № 70 (Братцево — Белорусский вокзал).. В июне 2019 был передан в музей.
Интересно, что согласно заводской табличке данный троллейбус проходит как троллейбус модели СВАРЗ-6237 2010 года выпуска.